# Natasha Cloud
Natasha Emily Cloud (Broomall, 22 febbraio 1992) è una cestista statunitense naturalizzata giordana, professionista nella WNBA.

## Carriera
È stata selezionata dalle Washington Mystics al secondo giro del Draft WNBA 2015 con la 15ª chiamata assoluta.
Con la Giordania ha disputato i Campionati asiatici del 2021.

## Statistiche

### College
| Anno      | Squadra            | PG  | PT | MP   | TC%  | 3P%  | TL%  | RP  | AP  | PRP | SP  | PP   |
| --------- | ------------------ | --- | -- | ---- | ---- | ---- | ---- | --- | --- | --- | --- | ---- |
| 2010-2011 | Maryland Terrapins | 31  | 6  | 12,6 | 37,9 | 26,3 | 69,2 | 1,5 | 2,0 | 0,7 | 0,2 | 2,5  |
| 2012-2013 | St. Joseph's Hawks | 32  | 30 | 31,8 | 38,9 | 14,8 | 73,6 | 4,6 | 4,4 | 1,8 | 0,5 | 9,2  |
| 2013-2014 | St. Joseph's Hawks | 32  | 32 | 35,0 | 39,2 | 27,4 | 71,7 | 6,6 | 7,6 | 2,0 | 0,5 | 11,5 |
| 2014-2015 | St. Joseph's Hawks | 30  | 30 | 37,5 | 36,8 | 35,1 | 79,1 | 5,9 | 6,6 | 1,8 | 0,4 | 12,9 |
| Carriera  | Carriera           | 125 | 98 | 29,2 | 38,2 | 28,6 | 74,4 | 4,6 | 5,2 | 1,6 | 0,4 | 9,0  |

### WNBA

#### Regular Season
| Anno     | Squadra         | PG  | PT  | MP   | TC%  | 3P%  | TL%  | RP  | AP  | PRP | SP  | PP   |
| -------- | --------------- | --- | --- | ---- | ---- | ---- | ---- | --- | --- | --- | --- | ---- |
| 2015     | Wash. Mystics   | 34  | 22  | 19,3 | 32,0 | 23,7 | 68,1 | 2,8 | 3,4 | 0,9 | 0,1 | 3,6  |
| 2016     | Wash. Mystics   | 31  | 28  | 24,3 | 34,8 | 33,8 | 75,4 | 3,0 | 3,8 | 0,8 | 0,1 | 5,7  |
| 2017     | Wash. Mystics   | 24  | 0   | 18,7 | 31,4 | 23,5 | 74,1 | 2,5 | 2,9 | 0,7 | 0,1 | 4,4  |
| 2018     | Wash. Mystics   | 27  | 22  | 26,5 | 43,6 | 38,6 | 77,8 | 3,2 | 4,6 | 0,7 | 0,1 | 8,6  |
| 2019†    | Wash. Mystics   | 34  | 34  | 32,1 | 39,4 | 32,6 | 68,3 | 2,5 | 5,6 | 1,0 | 0,2 | 9,0  |
| 2021     | Wash. Mystics   | 27  | 27  | 31,6 | 38,9 | 27,4 | 83,6 | 3,6 | 6,4 | 1,4 | 0,1 | 8,7  |
| 2022     | Wash. Mystics   | 34  | 34  | 31,3 | 39,9 | 31,9 | 82,4 | 3,6 | 7,0 | 1,0 | 0,3 | 10,7 |
| 2023     | Wash. Mystics   | 37  | 37  | 32,4 | 37,7 | 29,8 | 90,0 | 3,7 | 6,2 | 1,1 | 0,3 | 12,7 |
| 2024     | Phoenix Mercury | 38  | 38  | 33,3 | 39,7 | 30,8 | 82,6 | 4,1 | 6,9 | 1,4 | 0,6 | 11,5 |
| Carriera | Carriera        | 286 | 242 | 28,2 | 38,4 | 30,9 | 80,6 | 3,3 | 5,3 | 1,0 | 0,2 | 8,6  |

#### Playoffs
| Anno     | Squadra         | PG | PT | MP   | TC%  | 3P%  | TL%  | RP  | AP   | PRP | SP  | PP   |
| -------- | --------------- | -- | -- | ---- | ---- | ---- | ---- | --- | ---- | --- | --- | ---- |
| 2015     | Wash. Mystics   | 3  | 2  | 14,0 | 42,9 | 33,3 | -    | 1,0 | 1,3  | 1,0 | 0,0 | 2,3  |
| 2017     | Wash. Mystics   | 5  | 0  | 17,4 | 33,3 | 33,3 | 75,0 | 2,4 | 2,2  | 0,6 | 0,2 | 4,8  |
| 2018     | Wash. Mystics   | 9  | 9  | 25,7 | 40,0 | 41,4 | 76,9 | 3,4 | 4,1  | 0,8 | 0,1 | 8,2  |
| 2019†    | Wash. Mystics   | 9  | 9  | 34,2 | 44,2 | 37,8 | 85,0 | 3,4 | 6,2  | 1,1 | 0,2 | 13,1 |
| 2022     | Wash. Mystics   | 2  | 2  | 35,5 | 50,0 | 70,0 | 100  | 6,0 | 3,0  | 0,5 | 1,5 | 18,5 |
| 2023     | Wash. Mystics   | 2  | 2  | 37,0 | 43,3 | 50,0 | 100  | 7,0 | 8,5  | 2,0 | 0,0 | 18,5 |
| 2024     | Phoenix Mercury | 2  | 2  | 36,5 | 54,3 | 46,2 | 83,3 | 5,5 | 10,0 | 1,0 | 0,5 | 24,5 |
| Carriera | Carriera        | 32 | 26 | 27,7 | 43,9 | 42,9 | 84,9 | 3,6 | 4,7  | 0,9 | 0,3 | 10,8 |

## Palmarès
- Campionato WNBA: 1

Washington Mystics: 2019
- WNBA All-Defensive First Team (2022)
- 2x WNBA All-Defensive Second Team (2019, 2024)
- Miglior passatrice WNBA (2022)